# Horisme milvaria
Horisme milvaria är en fjärilsart som beskrevs av Hugo Theodor Christoph 1893. Horisme milvaria ingår i släktet Horisme och familjen mätare. Inga underarter finns listade i Catalogue of Life.